# Windows 3.1x
El Windows 3.1 és una interfície gràfica d'usuari de Microsoft que funciona sobre el sistema operatiu MS-DOS.

## Característiques
Fou el primer producte de Microsoft amb aquesta denominació a popularitzar-se. Permetia treballar sense haver d'escriure comandes textuals.
A diferència dels productes posteriors també anomenats Windows, en aquesta edició no existeix l'escriptori i la barra d'eines i en lloc d'això hi ha un Administrador de tasques que agrupa les icones de les aplicacions en grups, i els documents s'obren mitjançant l'Administrador de fitxers.

## Variacions

### Windows 3.1x en català

Windows 3.1 en Català

Curiosament el llançament previ va ser l'octubre de 1992 quan el  PIE va encetar la primera versió de Windows en català (la responsable de Microsoft va decidir saltar-se la versió 3.0 i traduir directament aquesta versió 3.1x). El projecte va ser costejat i executat conjuntament pels tres subministradors de "hardware" (Bull, Fujitsu i Olivetti), sota la direcció del  PIE. Havent fet necessari l'estudi lingüístic de la traducció del vocabulari de Windows amb la introducció de nous termes com "clicar" o fer "clic".

### Windows 3.11
El Windows 3.11 fou anomenada Windows for Workgroups i incorporà per primera vegada la noció de grups de treball amb una xarxa de fàcil configuració.